# Pałac w Błotnicy Strzeleckiej
Pałac w Błotnicy Strzeleckiej – zabytkowy pałac znajdujący się w Błotnicy Strzeleckiej położonej w województwie opolskim, w powiecie strzeleckim, w gminie Strzelce Opolskie.
Do wojewódzkiego rejestru zabytków wpisany jest:
- zespół pałacowy, z XIX w.:
  - pałac
  - park pałacowy.

Pałac należał przed wojną do rodziny von Possadowsky-Wehner, mieścił się w nim uniwersytet ludowy. Dziś w budynku tym znajduje się siedziba Mniejszości Niemieckiej.
Park został poważnie zniszczony w czasie nawałnicy w 2008 roku.